# Hôpital Augustin-Morvan
L’hôpital Augustin-Morvan est un des sites du CHU de Brest.

## Historique
L’hôpital Augustin-Morvan de Brest fut conçu par les architectes Raymond Lopez et Raymond Gravereaux à partir de 1932 et construit entre 1937 et 1939 sous l’impulsion du maire Victor Le Gorgeu. Destiné à remplacer l’hôpital vétuste du centre-ville, il était situé aux limites d’alors de la ville, à l’emplacement du fort des Fédérés, à l’extérieur des murs.
La construction a été interrompue par la Seconde Guerre mondiale et le bâtiment a été durement touché par les bombardements. Il a été occupé successivement par les armées britannique, française, allemande et américaine.
Reconstruit à partir de 1945, il a accueilli ses premiers patients en 1951, avant d’être officiellement inauguré en 1953. C'est à cette occasion qu'il a été placé sous le patronage d'Augustin Morvan, médecin et député du Finistère, auteur de nombreuses découvertes médicales, mort en 1897.
Il fut promu centre hospitalier en 1960 puis centre hospitalier régional universitaire en 1966, avec la création d'une faculté de médecine à proximité.
L'hôpital de la Cavale Blanche, en périphérie de Brest, a été construit pour délester l'hôpital Morvan d'une partie de son activité.

## Architecture
De conception résolument moderne, les bâtiments sont typiques l’architecture hospitalière dans les années 1930. L’étagement progressif des niveaux marque une ouverture sur l’extérieur.
Le travail du crépi et des toits en cuivre y est particulièrement intéressant, le tout dans un pur Style « paquebot ».
Depuis la création de l’hôpital, d’autres bâtiments ont été ajoutés au fil des années.

## Protection
Il a été inscrit monument historique par arrêté du 12 juin 1997. La protection partielle concerne : façades, toitures et hall d'entrée du bâtiment d'accueil ; cour d'entrée, avec les façades et toitures des bâtiments qui la cernent ; façades et toitures du bâtiment dit des "Petits Payants", de l'ancien bâtiment de chirurgie, de la chaufferie et de la galerie de circulation.

L'hôpital Morvan en 1944 après les bombardements (photographies Claxton Ray, US army).
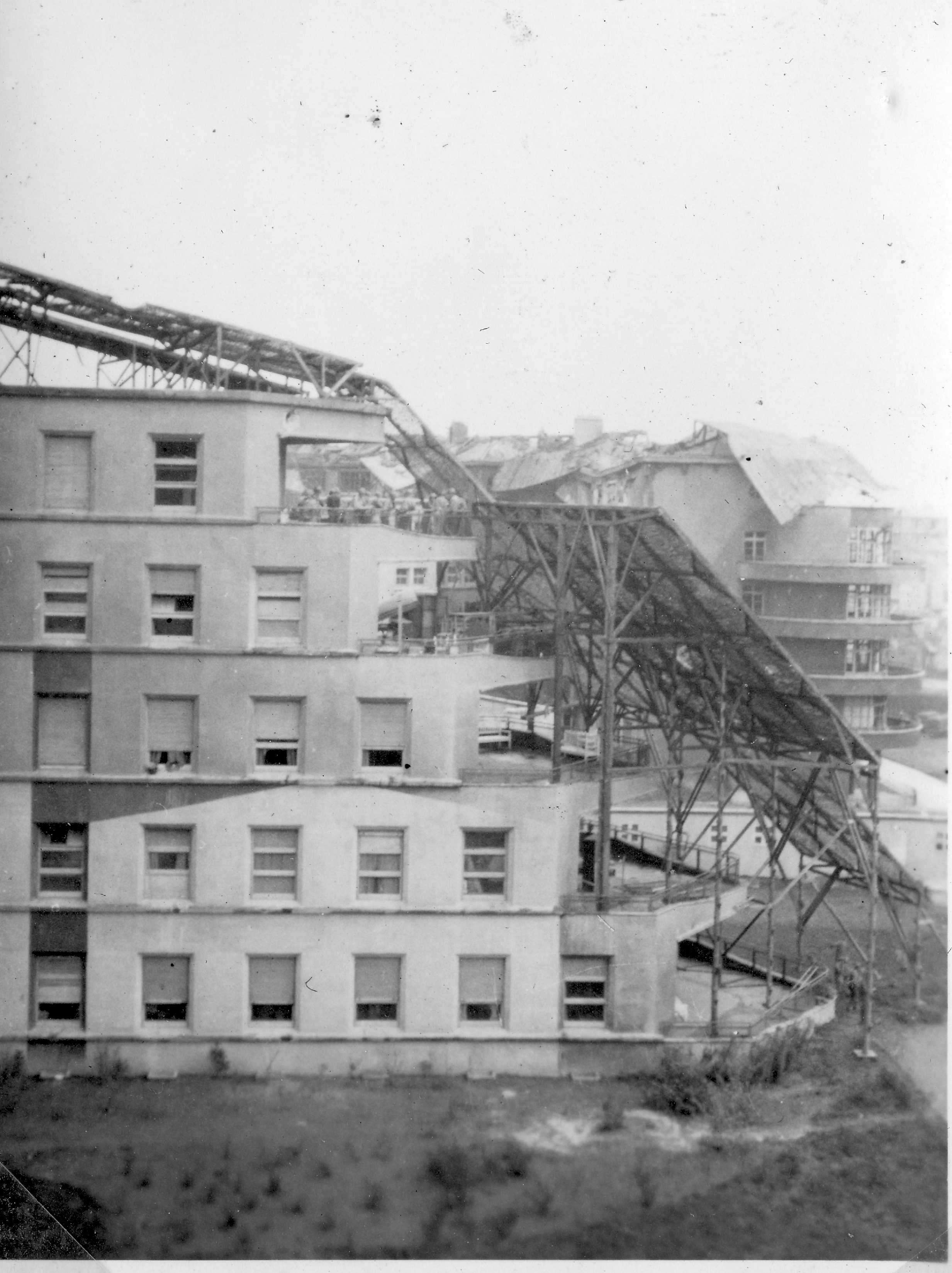
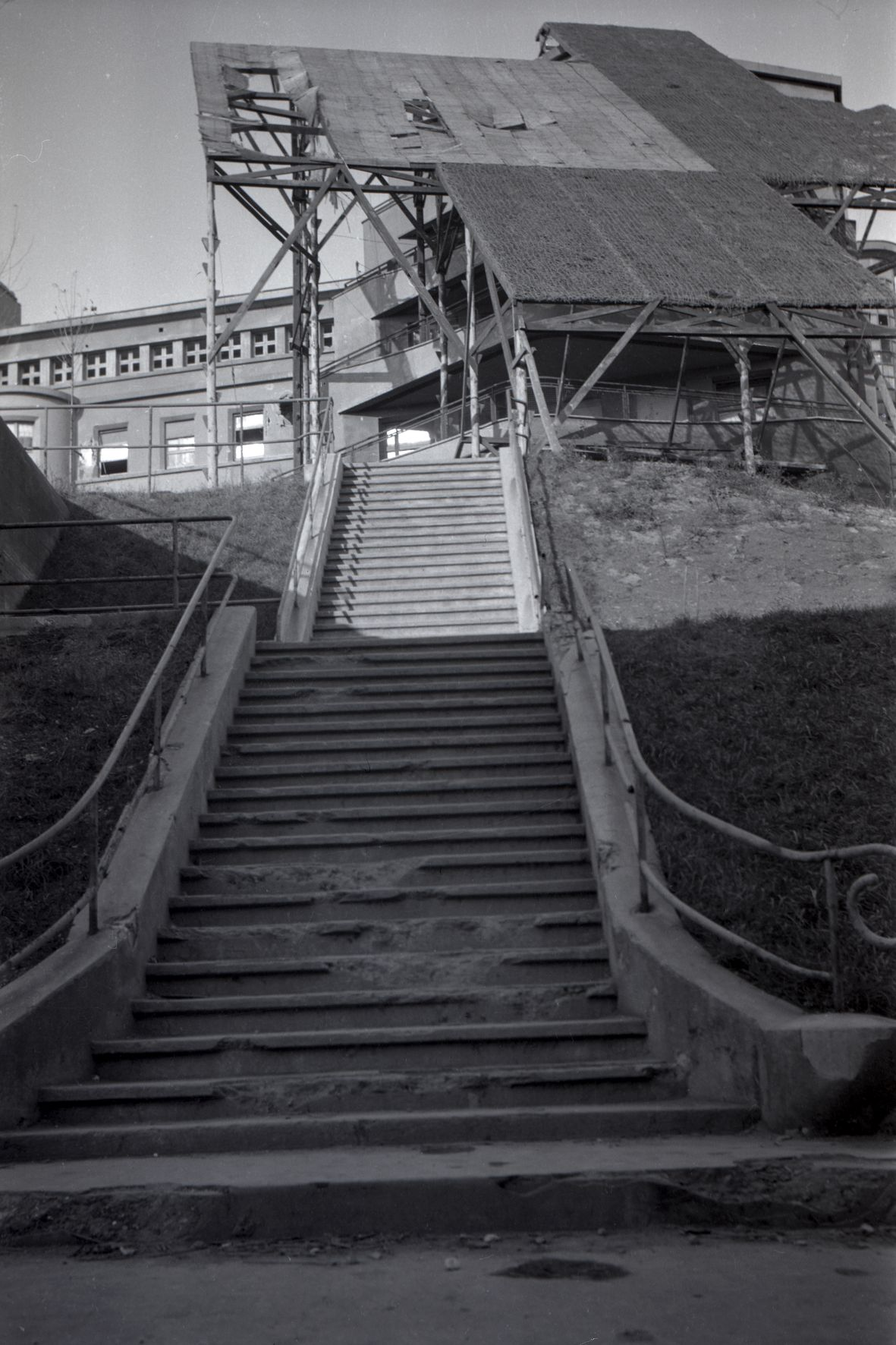
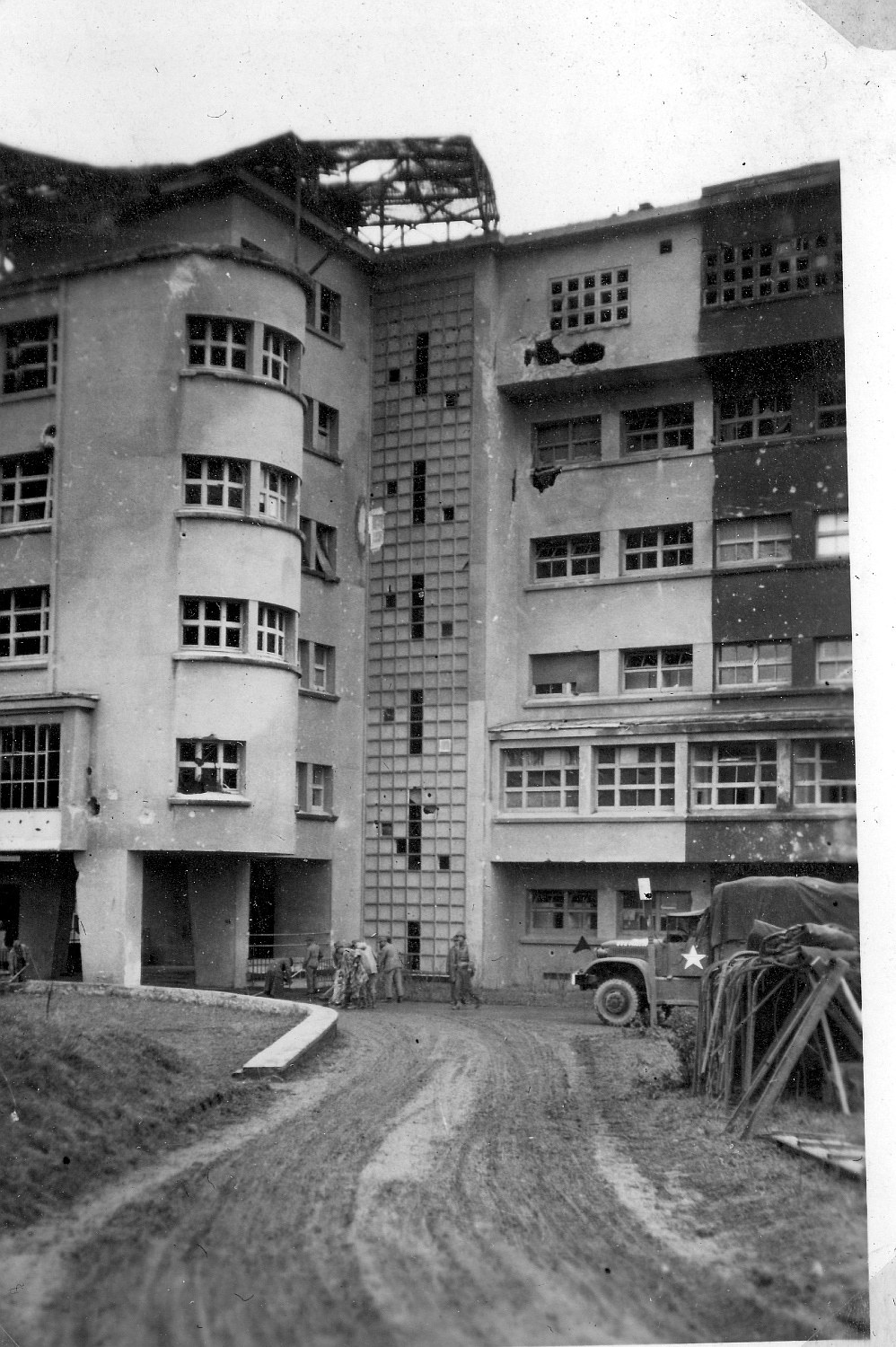

L'hôpital Morvan en 2012.
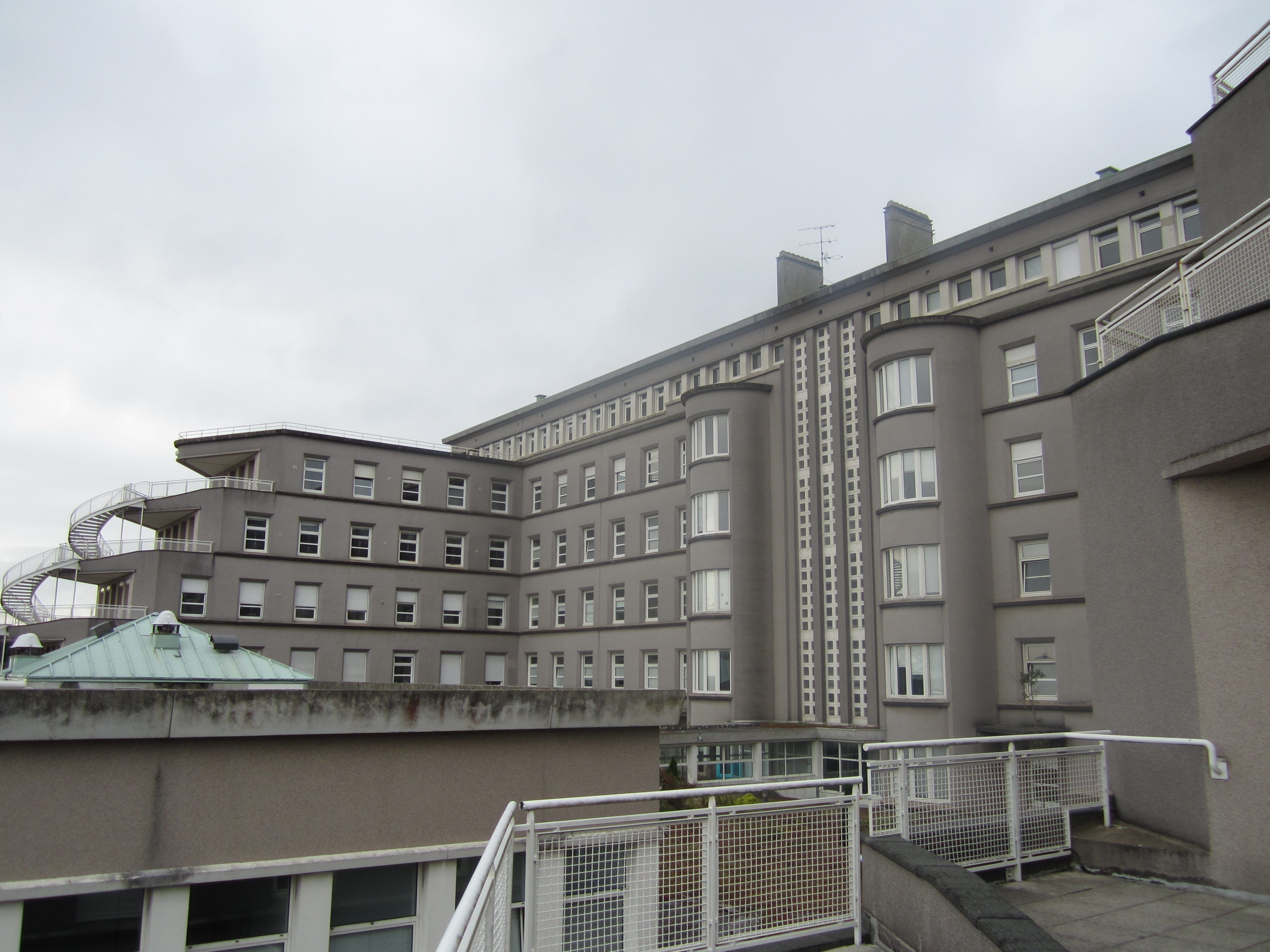
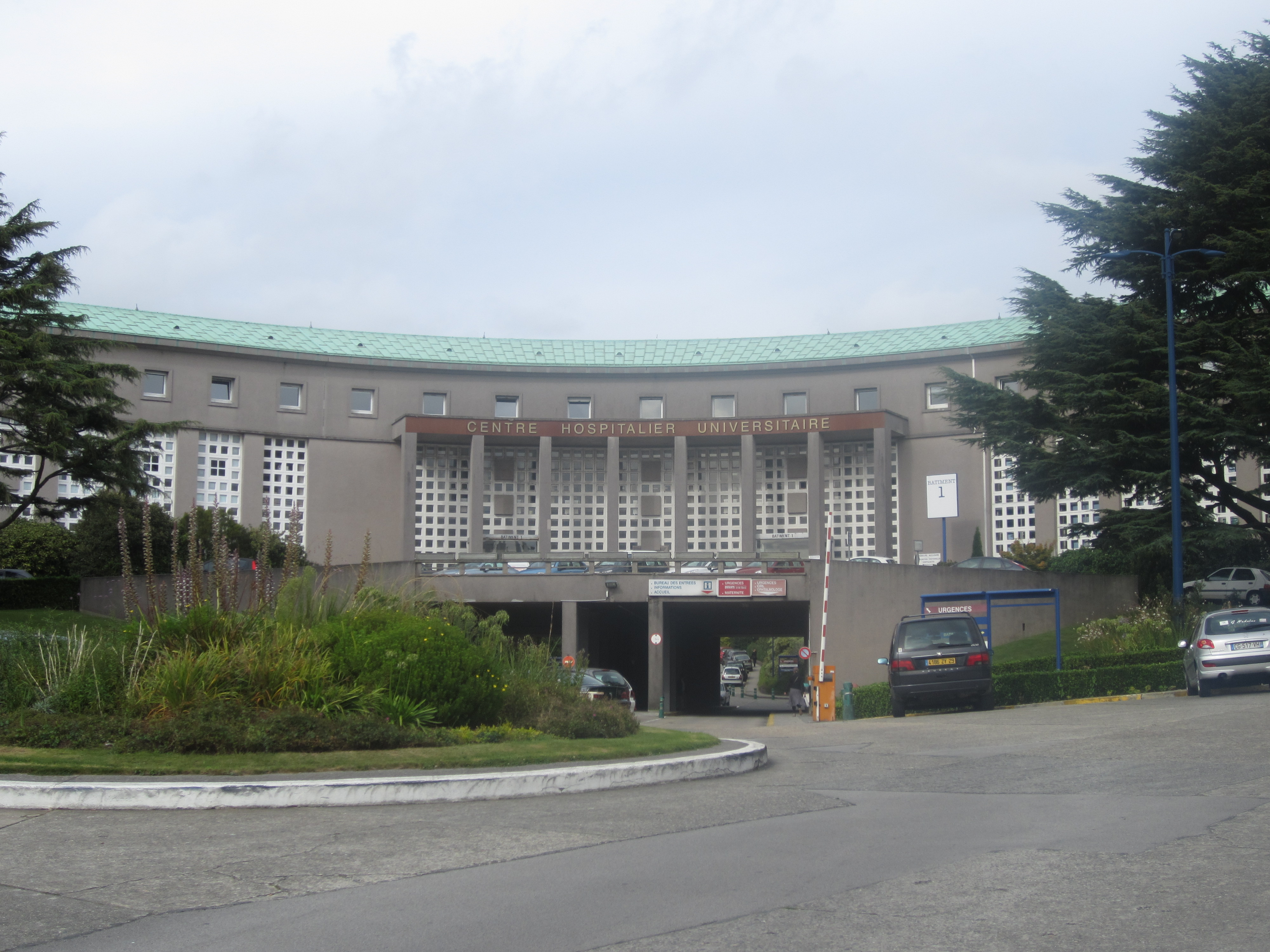
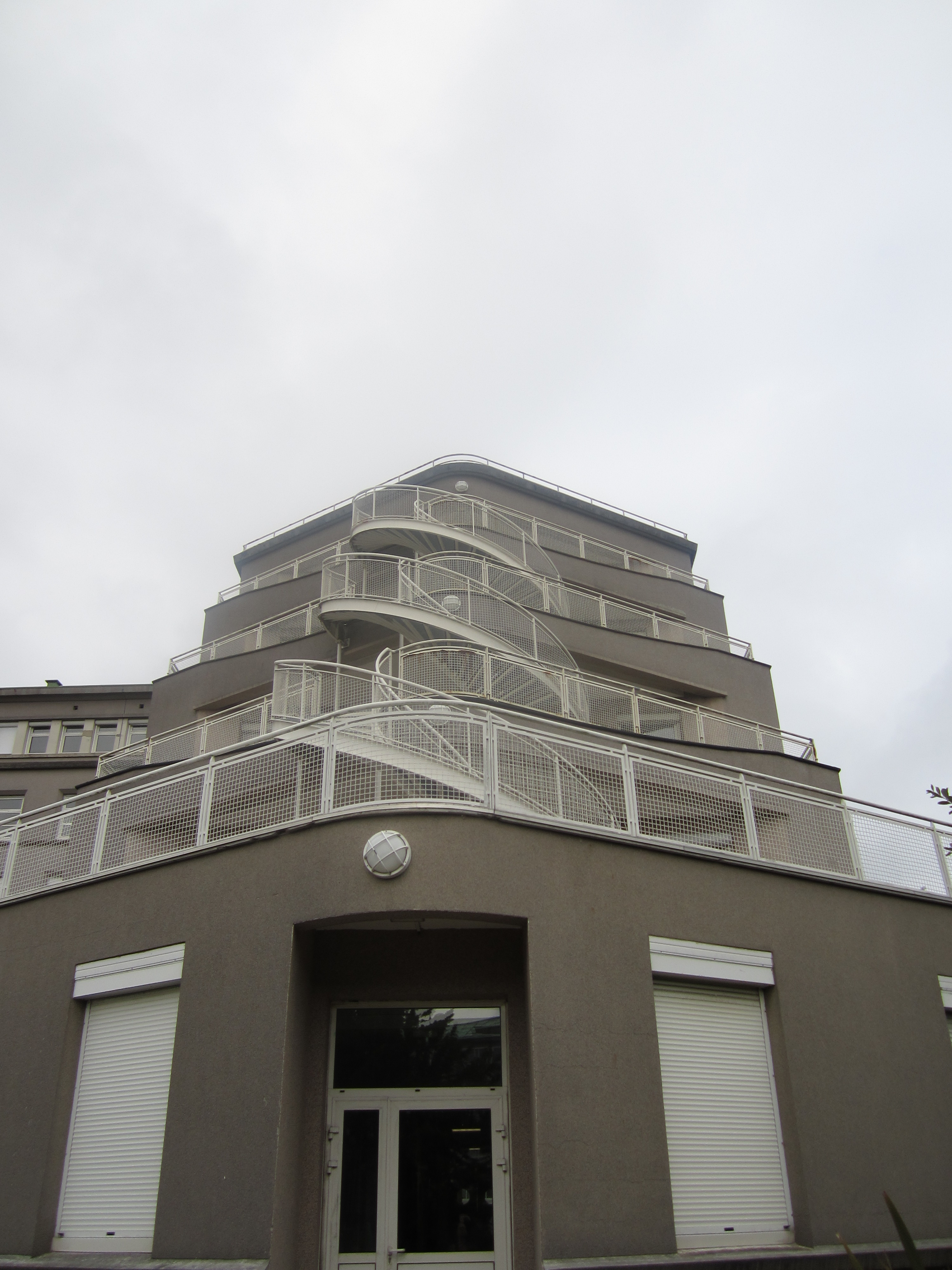